# ホースシュー滝 (ウェールズの人工滝)
ホースシュー滝（英語、Horseshoe Falls）とは、イギリスのウェールズ北部のデンビーシャーを流れるディー川を利用して作られた、人工の滝である。場所は、北緯52度58分52秒 西経3度11分57秒 / 北緯52.98111度 西経3.19917度座標: 北緯52度58分52秒 西経3度11分57秒 / 北緯52.98111度 西経3.19917度。この人工滝における2009年の1日の平均的な流量は、約6230万リットルであった。なお、この滝の周辺は、散歩したりするのに人気のある場所の1つとなっている。